# Rodney Dangerfield
Rodney Dangerfield, geboren als Jacob Rodney Cohen (Babylon (New York), 22 november 1921 – Westwood, 5 oktober 2004), was een Amerikaanse stand-upcomedian en acteur. Hoewel hij zijn naam officieel veranderde in Jack Roy is hij bij het grote publiek vooral bekend onder het pseudoniem Rodney Dangerfield.

## Biografie

### Jeugd
Jacob Rodney Cohen werd geboren in Deer Park, een gehucht in de stad Babylon (New York). Hij groeide op in een joodse familie. Zijn moeder heette Dotty Teitelbaum en zijn vader Philip Cohen was een vaudeville-artiest die optrad onder de naam Phil Roy. Zijn voorouders waren van Hongarije afkomstig.
Zijn vader was zelden thuis en zag hem slechts twee keer per jaar. Later zou hij de familie verlaten, waarna Rodney met zijn moeder en zus naar Kew Gardens (Queens) verhuisde. Daar volgde hij les aan Richmond Hill High School. In 1939 studeerde hij af. Om zichzelf en zijn familie financieel te ondersteunen, ging hij aan de slag als krantenjongen, verkocht hij ijsjes op het strand en leverde hij boodschappen aan huis.

### Begin carrière
Op vijftienjarige leeftijd begon hij te schrijven voor stand-upcomedians. Vier jaar later veranderde hij zijn naam officieel in Jack Roy en begon hij met optreden in een resort in Ellenville (New York). Gedurende negen jaar had hij moeite om de eindjes aan elkaar te knopen. Hij werkte een tijdje als zingende ober en als een acrobatische schoonspringer alvorens de showbusiness te verlaten en aan de slag te gaan als verkoper van aluminium gevelbekleding om zijn echtgenote en familie te ondersteunen. 
In de jaren 1960 probeerde hij opnieuw om een carrière als entertainer uit te bouwen. In 1961 scheidde hij van zijn echtgenote en begon hij opnieuw met optreden, hoewel hij werkzaam bleef als verkoper. In die periode trad hij op in verscheidene hotels in de Catskill Mountains. Hij kende echter weinig succes en maakte zo'n $20.000 schulden.
Nadien creëerde hij een persona om zich te onderscheiden van gelijkaardige komieken. Hij keerde terug naar de oostkust en ontwikkelde voor zijn optredens het personage Rodney Dangerfield, een man die geen geluk kende in het leven. Hij nam de naam Rodney Dangerfield aan, wat tevens de naam was van een valse cowboy die in de jaren 1940 door radioacteur Jack Benny vertolkt werd.

### Doorbraak
Eind jaren 1960 volgde Dangerfields grote doorbraak. Op 5 maart 1967 mocht hij voor het eerst optreden in The Ed Sullivan Show. In diezelfde periode werd hij ook een hoofdact in Las Vegas. Hij was ook regelmatig te zien in The Dean Martin Show en trad in totaal 35 keer op in The Tonight Show. In 1969 richtte hij samen met zijn vriend Anthony Bevacqua de comedy club "Dangerfield's" op. De club werd een groot succes en diende als locatie voor de HBO-specials van beginnende komieken als Jerry Seinfeld, Jim Carrey, Tim Allen, Roseanne Barr, Sam Kinison, Bill Hicks, Andrew Dice Clay en Bob Saget. Hij ontdekte Jim Carrey in de Comedy Store in Los Angeles, waarna de jonge komiek gedurende twee jaar zijn voorprogramma verzorgde.
In 1980 won zijn komisch album No Respect, een verwijzing naar zijn bekendste oneliner, een Grammy Award. Enkele jaren kende hij ook succes met het komisch rapnummer Rappin' Rodney. De videoclip van dat nummer bevatte cameo's van Don Novello en Pat Benatar.

### Hoogtepunt
Dangerfields carrière bereikte begin jaren 1980 een hoogtepunt met opvallende filmrollen. In 1980 vertolkte hij naast Chevy Chase en Bill Murray een excentrieke golfer in de komedie Caddyshack. Drie jaar later speelde hij de hoofdrol in de komedie Easy Money. In 1986 kreeg hij ook de hoofdrol in de komedie Back to School. Deze film eindigt met een dankwoord aan Estelle Endler, zijn belangenvertegenwoordigster die hem ook de rol in Caddyshack had bezorgd. Later wist Dangerfield een bijrol te krijgen in de misdaadfilm Natural Born Killers (1994) van regisseur Oliver Stone. In 2000 kroop hij in de huid van Lucifer in de Adam Sandler-komedie Little Nicky.
In 1991 werkte hij mee aan de animatiefilm Rover Dangerfield. Hij schreef een deel van het scenario en sprak de stem in van het hoofdpersoon. Later sprak hij ook de stem in van Larry Burns, zoon van Montgomery Burns, in de aflevering "Burns, Baby Burns" van de animatiereeks The Simpsons.

## Privéleven en dood

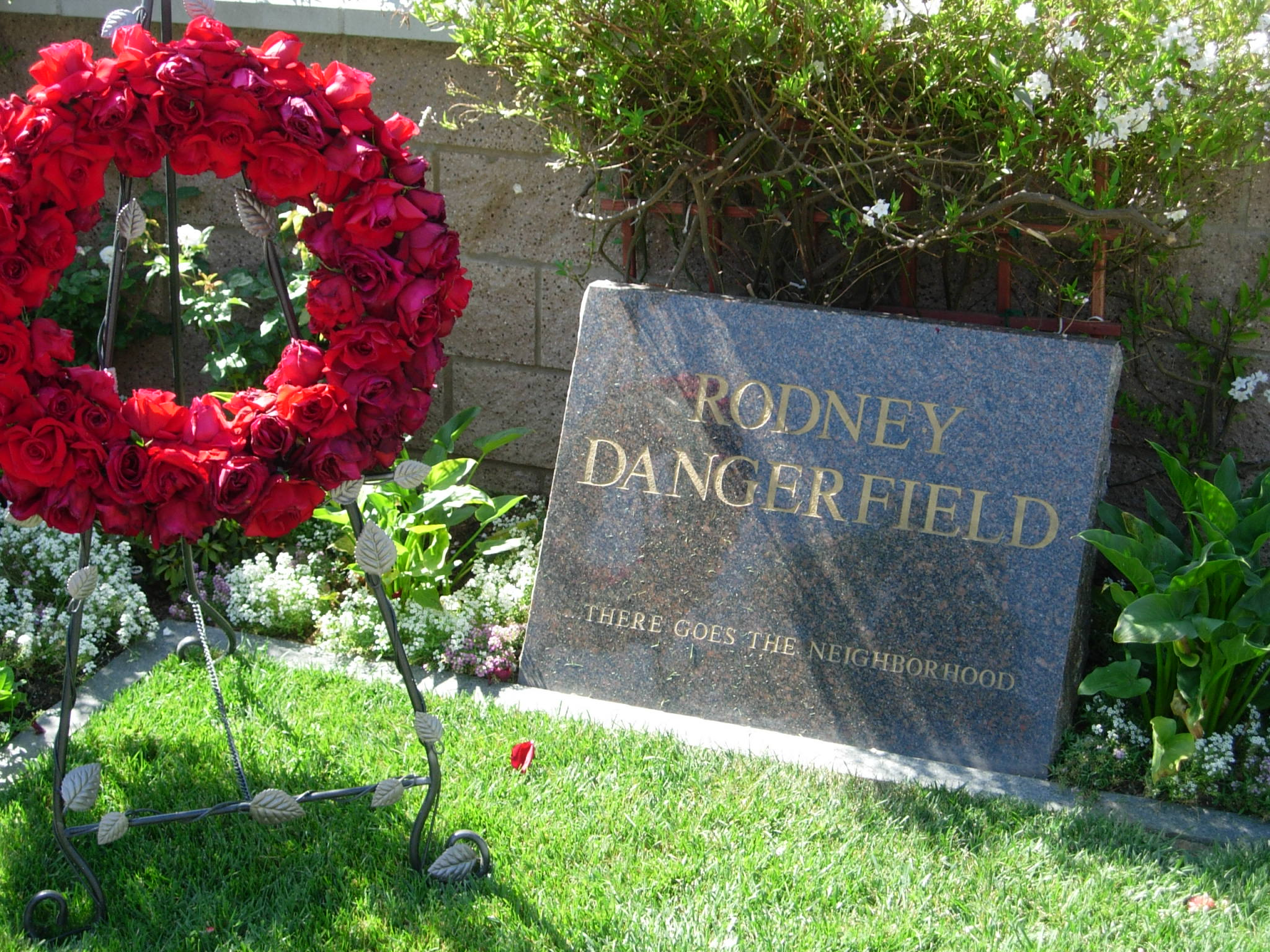
De grafsteen van Dangerfield in Westwood Village Memorial Park Cemetery.

Hij was twee keer getrouwd met Joyce Indig. De twee kregen samen een zoon, Brian, en een dochter, Melanie. Van 1993 tot aan zijn dood was hij gehuwd met Joan Child. Dangerfield was ook goed bevriend met collega Sam Kinison.
In mei 2004 verscheen de autobiografie It's Not Easy Bein' Me: A Lifetime of No Respect but Plenty of Sex and Drugs. De oorspronkelijke titel van het boek luidde My Love Affair With Marijuana, verwijzend naar het feit dat hij zo'n 60 jaar lang cannabis rookte.
Hij overleed op 5 oktober 2004 door de complicaties van een hartklepoperatie die hij in augustus 2004 had ondergaan.

## Stijl
Tijdens zijn optredens stelde Rodney Dangerfield zich voor als een mislukkeling die geen geluk kende en nooit respect kreeg. In een vaak cynische of sarcastische toon overliep hij de pech en vernederingen die hij had meegemaakt. Kenmerkend voor zijn stijl waren zijn vele oneliners, die vaak gevolgd werden door het rechten van zijn rode stropdas, en zijn nerveuze houding. Die houding was het gevolg van het feit dat Dangerfield aan een angststoornis leed en daardoor nooit kon stilzitten.
Zijn werk werd beïnvloed door Groucho Marx, Laurel en Hardy, W.C. Fields, Henny Youngman en Don Rickles. Op zijn beurt inspireerde hij komieken als Norm Macdonald, Conan O'Brien, Robert Klein, Bob Saget en Chris Rock.

## Filmografie
- The Projectionist (1971)
- Caddyshack (1980)
- Easy Money (1983)
- Back to School (1986)
- Moving (1988)
- Rover Dangerfield (1991) (stem)
- Ladybugs (1992)
- Natural Born Killers (1994)
- Casper (1995)
- Casper: A Spirited Beginning (1997)
- Meet Wally Sparks (1997)
- Rusty: A Dog's Tale (1998) (stem)
- The Godson (1998)
- My 5 Wives (2000)
- Little Nicky (2000)
- Back by Midnight (2002)
- The 4th Tenor (2002)